# Razza alpina

Donna alpinoide della Svizzera, da Man, Past and Present (1899) di Augustus Henry Keane.

La razza alpina, alpinoide, o alpinide, è una delle tre cosiddette "sub-razze" nelle quali, secondo le teorie della suddivisione della specie Homo sapiens sapiens, venivano suddivisi i caucasoidi in generale, e gli europei in particolare, tra la fine del XIX e la prima metà del XX secolo, secondo le regole dell'antropologia fisica. Erano classificati come facenti parte della razza alpina larga parte degli abitanti dell'Europa centrale e centro-meridionale.
Le caratteristiche fisiche degli alpini erano indicate come: brachicefalia, viso e fronte larga, statura media (tarchiata) e pigmentazione intermedia.

## Storia degli studi
L'antropologo americano William Z. Ripley nel suo celebre libro del 1899 "The Races of Europe" fu il primo a sostenere che la razza alpina si originò in Asia e che successivamente migrò nel continente europeo, importando la rivoluzione neolitica. Sempre secondo Ripley attraverso la loro migrazione in Europa gli alpini causarono la separazione dei "tipi razziali" considerati indigeni ossia i nordici e i mediterranei. Questo modello venne ripreso in seguito da Madison Grant, altro antropologo americano, nel suo libro "The Passing of the Great race" (1916).
Nel 1939 il famoso antropologo ed archeologo Carleton S. Coon, nella sua riedizione di "The Races of Europe" di Ripley, teorizzò invece che gli alpini discendessero dall'uomo paleolitico europeo e che fossero pertanto indigeni dell'Europa.
A partire dal secondo dopoguerra il termine "razza alpina" venne progressivamente abbandonato anche se alcuni studiosi come lo svedese Bertil Lundman, continuarono a utilizzarlo fino agli anni settanta. Ovviamente oggi non si parla di razza ma di fenotipi particolarmente frequenti in gruppi di popolazioni anche geneticamente distanti.

## Galleria d'immagini

Alpinoide piemontese, da William Z. Ripley, The Races of Europe (1899)
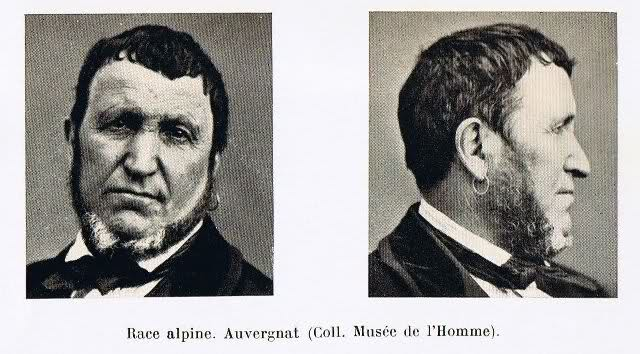
Alpinoide alverniate, da William Z. Ripley, The Races of Europe (1899)
Alpinoide tagika, da Augustus Henry Keane, Man, Past and Present (1899)